# James Pataki
James Pataki (* 1925 in Ungarn; † 27. Januar 2004 in Fredericton) war ein kanadischer Geiger und Bratschist ungarischer Herkunft.
Pataki wuchs in Toronto auf und studierte am Royal Conservatory of Music bei Kathleen Parlow. An der Franz-Liszt-Musikakademie in Budapest erwarb er ein Diplom im Fach Viola. Als Solist und Kammermusiker unternahm er Konzertreisen durch Amerika, Asien und Europa. 1970 gehörte er zu den Gründungsmitgliedern des von Joseph Pach geleiteten Brunswick String Quartet an der University of New Brunswick. Selbst ein passionierter Kunstsammler gründete er 1976 mit seiner Frau die Kunstgalerie Gallery 78. Die University of New Brunswick stiftete nach seinem Tod einen Preis zu seinem Gedächtnis.